# Публий Кальпурний Макр Кавлий Руф
Публий Кальпурний Макр Кавлий Руф (лат. Publius Calpurnius Macer Caulius Rufus) — римский политический деятель начала II века.
Руф происходил происходил из Цизальпийской Галлии, может быть, даже из Нового Кома, родины писателя Плиния Младшего. Он был одним из друзей Плиния и является адресатом одного из его писем.
В 103 году Руф занимал должность консула-суффекта. Примерно с 109 по 112 год он был легатом пропретором провинции Нижняя Мезия.